# 2216 Kerch
2216 Kerch eller 1971 LF är en asteroid i huvudbältet som upptäcktes den 12 juni 1971 av den ryska astronomen Tamara Smirnova vid Krims astrofysiska observatorium på Krim. Den har fått sitt namn efter staden Kertj på Krim.
Asteroiden har en diameter på ungefär 7 kilometer och den tillhör asteroidgruppen Eos.